# Французский протекторат Камбоджа
Французский протекторат Камбоджа (кхмер. អាណាព្យាបាលបារាំងនៅកម្ពុជា
фр. Protectorat français du Cambodge) — колониальное владение Франции, существовавшее в Юго-Восточной Азии в конце XIX — первой половине XX веков.

## Образование французского протектората
В середине XIX века государство кхмеров имело двойной сюзеренитет — оно находилось в вассальной зависимости как от Сиама, так и от Вьетнама. Король Анг Дуонг решил избавиться от этого, опираясь на Францию, и поэтому, сразу после восшествия в 1847 году на престол, он попытался в 1848 году закупить французское оружие и пригласить французских военных инструкторов. Однако Франция, предложив заключить торговый договор, уклонилась от обязательств военного характера. В 1859 году, воспользовавшись взятием Сайгона французами, Анг Дуонг попытался присоединить к Камбодже Кохинхину, но его смерть в октябре 1860 года сорвала эти планы.
Новый король Нородом I направил 24 марта 1861 года большое посольство в Сайгон с выражением дружеских чувств французам, захватившим Южный Вьетнам. В ответ на это на Меконг была послана французская канонерка «для защиты христиан» (которых тогда насчитывалось 500 человек на всю Камбоджу), а в сентябре 1862 года Камбоджу посетил адмирал Луи Бонар, который начал готовить экспедицию для исследования Меконга и озера Тонлесап.
В 1862 году Бонара в качестве губернатора Кохинхины сменил Ла Грандье, который был сторонником прямого захвата Камбоджи. В 1863 году он предписал офицеру Дудар де Лагре представлять политические, торговые и военные интересы Франции в Камбодже в целях последующего установления там французского протектората.
3 августа 1863 года Ла Грандье прибыл в Удонг, а 11 августа был подписан секретный франко-камбоджийский договор о протекторате. Заключение этого договора вызвало большое волнение в общественных кругах Парижа, а министр иностранных дел Франции даже заявил о невозможности ввиду международной обстановки осложнять отношения с Великобританией из-за Камбоджи. Британское правительство дважды сделало представление правительству Франции по поводу договора; в ответ французский МИД сообщил, что «не придаёт значения договору, который является делом министерства военно-морского флота».
Сиамские советники при дворе Нородома не преминули обратить его внимание на уклончивую позицию Франции в отношении Камбоджи; одновременно делались попытки форсировать коронацию Нородома как правителя «независимой» Камбоджи (которая должна была состояться в Бангкоке). В этой ситуации Дудар де Лагре, опираясь на профранцузскую группировку при камбоджийском дворе, организовал государственный переворот: 3 марта 1864 года он с отрядом вооружённых французских матросов занял королевскую резиденцию в Удонге, а перед дворцом был поднят французский флаг; вскоре к нему на помощь подошли 5 канонерок и 100 человек морской пехоты, которые заняли Удонг и Пномпень.
В начале 1864 года французское правительство ратифицировало договор с Камбоджей о протекторате, а в Удонге Нородом подписал документ, отменяющий юридические права Сиама на Камбоджу. 3 июня 1864 года в Удонге состоялась коронация Нородома.

## «Смутное время» в Камбодже
В это время обстановка в Камбодже была неспокойной: по всей стране шли народные восстания. В 1861 году к одному из таких восстаний примкнул священнослужитель Атяр Суа из Удонга. После поражения восстания он бежал в Сиам, а по возвращении в 1863 году выступил в качестве претендента на престол, выдав себя за Анг Пхима (племянника бывшего короля Камбоджи Анг Тяна II). Поддержанные вьетнамцами, повстанцы захватили порт Кампот и двинулись на Пномпень, но были отбиты. В 1865 году Атяр Суа снова начал наступление с юга Камбоджи, 19 августа 1866 года был ранен в бою и выдан вьетнамским наместником провинции Тяудок французам, которые выслали его на Антильские острова.
Другой самозванец — По Камбау — выдавал себя за внука короля Анг Тяна II. В мае 1865 года По Камбау обратился к Ла Грандье с просьбой признать его права на камбоджийский престол. Для переговоров он прибыл в Сайгон, где попал под строгий надзор французов, однако в мае 1866 года ему удалось бежать на вьетнамско-камбоджийскую границу, где он набрал двухтысячный отряд и нанёс французам ряд поражений на территории Камбоджи, после чего его армия возросла до 10 тысяч человек. Лишь вмешательство французских войск не дало ему захватить Удонг 17 декабря 1866 года.
В середине 1866 года король Нородом перенёс столицу в Пномпень, а 7 января 1867 года войска По Камбау были разгромлены.
В 1867 году Франция начала переговоры с Сиамом о разделе Камбоджи. На этот раз они были поддержаны МИД Франции, которое считало необходимым добиться формального отказа Сиама от притязаний на Камбоджу. Сиамская сторона добивалась согласия Франции на присоединение камбоджийских провинций Баттамбанг и Ангкор, и признания прав на всю территорию Лаоса, однако эти притязания не были приняты французской стороной. По условиям договора от 1 декабря 1867 года Сиам признал протекторат Франции над Камбоджей. Во Франции этот договор, уступавший Сиаму западные камбоджийские провинции, вызвал возмущение: было выдвинуто требование вернуть эти провинции ради улучшения условий французской торговли.

## «Модернизация» кхмерской монархии
С 1870-х годов французская колониальная администрация начала постепенно ограничивать власть короля, а кхмерская аристократия повела борьбу за сохранение монархии в Камбодже как политического института. Учитывая это, французская администрация действовала осторожно, путём серии декретов, санкционировавших выкуп у правящей семьи и аристократии их привилегий.
15 января 1877 года короля вынудили подписать декрет, ограничивавший его власть; члены правящей семьи были лишены административных функций, хотя им сохранили титулы и было назначено содержание. Одновременно отменялись все традиционные государственные монополии, кроме монополии на продажу опиума и рисовой водки. Отныне новые налоги вводились в стране только с одобрения совета при правителе. Был издан указ об отмене пожизненного рабства, с неодобрением встреченный дворцовой аристократией и сановниками.
Под угрозой применения силы 17 июня 1884 года Камбоджа была вынуждена подписать с Францией специальную конвенцию, согласно первой статье которой правитель заранее одобрял все реформы, которое французское правительство сочтёт необходимым провести в Камбодже. Главы провинций ставились под контроль французских резидентов, а само количество провинций сокращалось. Провинции делились на округа, штат чиновников в которых также утверждался французским резидентом. При короле вместо дипломатического представителя Франции учреждалась должность верховного резидента в Камбодже, подчинявшегося губернатору Кохинхины; резидент получал свободный доступ к правителю Камбоджи.
Против этих нововведений выступили кхмерские монархические круги, сумевшие мобилизовать широкие массы населения. Это «Движение в защиту правителя» шло одновременно с начавшимся в провинции Кампонгтям очередным восстанием Си Ватхи (младшего из сыновей короля Анг Дуонга, претендовавшего на трон Камбоджи). Французским властям пришлось отложить свои нововведения, а министры Нородома вступили в переговоры с вождями восставших и склонили их перейти на сторону правителя. Си Ватха укрылся в малонаселённых районах страны, где формально восстановил независимую кхмерскую монархию; французы так и не смогли ликвидировать это «государство», пока Си Ватха не умер в 1891 году.
В 1886 году развернулось широкое антифранцузское восстание в южных и юго-восточных провинциях страны. Восставшим удалось создать освобождённые зоны, где они сами взимали налоги и проводили мобилизацию населения. В итоге французская администрация в Камбодже была вынуждена подписать в июне 1886 года соглашение, возвращавшее правителю и кхмерским сановникам их административные функции.

## Камбоджа в составе Индокитайского Союза
Указом от 17 октября 1887 года все французские владения в Индокитае были объединены в единый Индокитайский Союз, который полностью находился в ведении Министерства колоний. Административная реорганизация Камбоджи в протекторат в составе этого Союза была завершена указами 1889—1898 годов. У власти в Камбодже оставался правитель, он издавал законы, которые приобретали силу после утверждения их французским верховным резидентом. Правитель, будучи как бы на службе у французских властей, получал жалованье из доходов протектората, которые складывались из налогов, таможенных сборов и государственных монополий. Правителю подчинялся совет министров из пяти человек, председателем которого в соответствии с указом 1897 года был французский резидент; при последнем создавался совет из высших чиновников протектората. Административный аппарат Камбоджи подчинялся французскому резиденту, а тот — губернатору Индокитайского Союза.
С помощью договоров, которые французская администрация Камбоджи заключала с правителем Нородомом, а затем — Сисоватом, постепенно изменялись отношения собственности на землю. Французские власти ставили целью максимизировать производства риса, и если в 1904 году под рисом было занято 300 тысяч га, то к началу Первой мировой войны — 500 тысяч га.
По указу правителя Сисовата открывались начальные школы при буддийских монастырях, где велось обучение на родном языке, а также изучался французский; программу обучения в этих школах контролировала французская администрация. Помимо монастырских, были открыты светские начальные школы, обучение в которых велось на французском языке. В 1911 году в Камбодже был открыт Колледж Сисовата с пятилетним сроком обучения; в Пномпене была создана школа по подготовке квалифицированных рабочих.

## Камбоджа в период мировых войн
Французская администрация вкладывала значительные средства в создание современной инфраструктуры. Если в 1910 году в Камбодже имелось лишь 406 км мощёных дорог, то к 1920 году их протяжённость насчитывала уже 1518 км. Были построены магистрали, связавшие Пномпень с Сайгоном, Баттамбангом и портом Кампот. В 1929 году был возведён крупный мост через реку Бассак, а в 1932 году прошёл первый поезд по железной дороге Пномпень-Баттамбанг.
Строительство новых дорог позволило ввести в хозяйственный оборот тысячи гектаров новых земель и создать в стране развитую систему плантационного хозяйства. Наряду с рисом, в стране появился второй по значимости экспортный товар — каучук, который стали собирать на высаженных на кхмерских краснозёмах плантациях гевеи. Экономический эффект от введения этой культуры усиливался ещё и тем, что под гевею шли практически не используемые под рис или другие традиционные культуры земли провинции Кампонгчам. Выращивание гевеи и производство каучука стало настолько выгодным делом, что инвестиции французских компаний в производство каучука составили накануне Второй мировой войны около 60 % всех инвестиций в Камбодже. Рост числа обрабатываемых площадей привёл и к крупному расширению экспорта риса: с середины 1920-х годов из страны ежегодно вывозилось от 150 до 200 тысяч тонн риса, а в 1937 году его экспорт составил уже 400 тысяч тонн.
Экономический рост в аграрном секторе и резкое улучшение медицинской помощи стали основой демографического бума. Если до установления французского протектората численность населения сокращалась, то с приходом французов этот процесс пошёл в обратном направлении. Экономические успехи, стабильность и относительная эффективность административной власти позволили Камбодже на протяжении всего периода 1914—1945 годов избегать серьёзных социальных конфликтов и кровавых восстаний; оппозиция режиму протектората была слаба и немногочисленна.
После начала Второй мировой войны экономический механизм, позволявший Камбодже стабильно развиваться, оказался нарушенным. Рис уже не находил платежеспособного спроса, да его ещё и приходилось отправлять в больших количествах практически за бесценок в Японию. Основные оросительные каналы пришли в негодность, была заброшена значительная часть ранее освоенных пахотных земель; заметно ухудшилась жизнь всех слоёв общества. В таких условиях только жёсткая административная власть французского резидента удерживала страну от смут и социальных выступлений.
Оказавшись на грани полного поражения во Второй мировой войне, японцы решили в качестве последнего шанса опереться на местных националистов на оккупированных территориях. Французская администрация была сметена, и 12 марта 1945 года молодой король Нородом Сианук под диктовку японцев в двух декретах объявил о расторжении всех ранее подписанных соглашений с Францией. 14 августа 1945 года прибывший из Токио Сон Нгок Тхань объявил о независимости Камбоджи и о своей готовности защищать независимость страны до конца. Однако японцы вскоре капитулировали. 9 октября 1945 года французские парашютисты без боя вошли в Пномпень и по приказу генерала Леклерка арестовали Сон Нгок Тханя и всех членов его правительства.

## Обретение независимости
Часть сторонников независимости бежала в северо-западную Камбоджу где при поддержке тайцев они создали антифранцузское националистическое движение за независимость «Кхмер Иссарак». Развернув партизанскую войну, к 1954 году «Кхмер Иссарак» взяло под свой контроль до половины территории страны.
Тем временем 27 октября 1946 года, согласно новой Конституции Франции, Французская колониальная империя была преобразована во Французский Союз, в составе которого Индокитайский Союз был преобразован в Индокитайскую Федерацию из трёх ассоциированных государств: Государство Вьетнам, Королевство Камбоджу и Королевство Лаос. 6 мая 1947 года была провозглашена Конституция Камбоджи. В декабре 1947 года прошли выборы в Национальную Ассамблею. Камбоджа получила «независимость на пятьдесят процентов».
В сентябре 1951 года Нородом Сианук попросил французов освободить Сон Нгок Тханя. Тот в октябре 1951 года вернулся в Пномпень, однако вскоре потребовал вывода всех французских войск из Камбоджи, а затем бежал и примкнул к «Кхмер Иссарак».
В июне 1952 года Нородом Сианук распустил кабинет, приостановил действие Конституции и сам возглавил правительство. В январе 1953 года он распустил Национальную Ассамблею и объявил в стране военное положение. В марте он отправился в трёхмесячную заграничную поездку, в ходе которой заявил, что не вернётся в столицу, пока Франция не предоставит Камбодже независимость. По возвращении в Камбоджу он удалился в Сиемреап, где его военным союзником стал Лон Нол.
Терпя военные поражения, французское правительство решило удовлетворить требования Нородома Сианука. 3 июля 1953 года было заявлено о готовности предоставить полную независимость Вьетнаму, Лаосу и Камбодже. В августе под камбоджийский контроль перешли органы внутренних дел, а в октябре — вооружённые силы. 9 ноябре 1953 года Нородом Сианук триумфально вернулся в Пномпень. Финансово-бюджетные дела были окончательно переданы независимому государству в 1954 году.